# Focke-Wulf Fw 56
O Focke Wulf Fw 56 foi uma aeronave alemã, monoplana e monomotor, cuja função era a de treino de pilotos. Foi construída e usada durante os anos 30.

## Variantes
- Fw 56a : Primeiro protótipo
- Fw 56 V2 : Segundo protótipo
- Fw 56 V3 : Terceiro protótipo
- Fw 56A-0 : Pré-produção
- Fw 56A-1 : Aeronave de treino de um só lugar. Versão produzida em massa.